# Орден святого Григорія Великого
Орден святого Григорія Великого (лат. Ordo Sanctus Gregorius Magnus) — висока нагорода Ватикану, заснована в 1831 році папою Григорієм XVI. Орден Святого Григорія Великого є четвертим в ієрархії папських відзнак, надається за видатний внесок перед Церквою. Лицарі ордену мають право носити спеціальний одяг, стрічки, капелюхи і меч. Орден названо на честь папи Григорія I (590—604), який носив титул «Великий». Правила вручення ордену реформував в 1905 році папа Пій X.

## Ступені
Має чотири ступені:
- Лицар Великого Хреста;
- Лицар-командор із зіркою;
- Лицар-командор;
- Лицар.

|       |                |                          |                       |  |
| Лицар | Лицар-командор | Лицар-командор із зіркою | Лицар Великого Хреста |  |